# Mankoskis smärtskala
Mankoskis smärtskala är en skala graderad 0–10 skapad av Andrea Mankoski. Med denna kan man enkelt mäta graden av smärta, utan att behöva placera patienten i en "mall" – skalan tar hänsyn till patientens individuella smärttröskel. 

## Smärtskala
0.  Ingen smärta. 

1.  Mycket obetydlig irritation – enstaka mindre stick/hugg av smärta. Det behövs ingen medicinering.

2.  Obetydlig irritation – enstaka kraftiga stick/hugg av smärta. Det behövs ingen medicinering.

3.  Smärtan är stark nog att distrahera. Milda smärtstillande medel (paracetamol, ibuprofen etc.) tar bort all smärta.

4.  Kan ignoreras om man är ordentligt engagerad i något man gör, men är fortfarande distraherande. Milda smärtstillande medel lindrar smärtan i 3–4 timmar.

5.  Kan inte ignoreras mer än en halvtimme. Milda smärtstillande medel lindrar smärtan i 3–4 timmar.

6.  Kan inte ignoreras mer än korta stunder, kan bara arbeta korta stunder med ansträngning. Starkare smärtstillande medel (kodein, morfinpreparat etc.) dämpar smärtan i 3–4 timmar.

7.  Smärtan stör sömnen och gör det mycket svårt att fokusera. Man kan fortfarande fungera, men med ansträngning. Starkare smärtstillande medel fungerar bara delvis.

8.  Mycket begränsad fysisk aktivitet. Läsning och konversering är möjlig, men med stor ansträngning. Illamående och yrsel träder in som en del av smärtupplevelsen.

9.  Oförmögen att prata. Skriker eller stönar okontrollerat. Nära delirium.

10. Smärtan leder till medvetslöshet.